# レバノン人女性拉致事件
レバノン人女性拉致事件（レバノンじんじょせいらちじけん）とは、1978年7月に北朝鮮の工作員により、レバノンから女性4人が拉致された事件である。そのうち2人は自力で脱出、もう2人はレバノン政府との交渉で1979年11月に取り戻した。しかし、拉致被害者の1人シハーム・シュライテフ（Siham Shraiteh）のみは妊娠中だったため再び北朝鮮に戻り、現在も北朝鮮に住んでいる。
この事件は3人の帰国後も国際的にはあまり知られておらず、1997年に中東の新聞による報道がきっかけとなって、1998年、日本でも参議院外交・防衛委員会での質問で取り上げられ、広く知られるようになった。

## 概要
1978年夏、レバノンの首都ベイルートのYWCA（キリスト教女子青年会）秘書学院に2人の東洋人が訪れたことが発端である。2人は、日本の日立製作所の関係者であると名乗り、「容姿端麗で、アラビア語だけでなくフランス語ができる、独身の女性」を秘書として募集している旨を告げ、現地の女性に応募を呼びかけた。そして応募の結果採用が決まった女性4人を目的地であるはずの日本ではなく、ベオグラードとモスクワを経由して北朝鮮で拉致したのである。日本に着いたら便りが来ると信じていた家族たちは、便りも来ず娘達が安否不明の状況になっていることに不安を感じていたが、この時点では娘達が拉致されていたことは知らない。
一方北朝鮮に連れてこられた女性達は主体思想に基づいたスパイ教育を受け続けており、約束が違うと監視人にしばしば帰国を依願したが断られた。自分たちを何としても「青い目のスパイ」に仕立てようとしていることを悟った女性達は、表向きは従順な態度をとりつつ、脱出の機会を待った。
時間が経過して、家族たちも異変に気づいて騒ぎはじめた。1979年4月、4人のうちの2人がベオグラードに送られ、家族に電話をかけさせられ「元気で暮らしているから心配しないで欲しい」と告げるよう強制された。女性たちは1979年夏までに何度か工作活動の練習として海外に派遣されることがあった。そして、同年8月、サミア・カブラとナイマ・カシルの2人は、ベオグラードのホテルで「美容室に行きたい」と願い出て許され、そのまま市内のレバノン大使館に逃げ込んで保護された。この2人は脱出に成功したのである。女性たちが北朝鮮によって拉致されていたことがこれで明らかになった。

## 対応
彼女たちの証言により拉致が発覚し、捜査が開始された。その結果、最初にYWCAを訪れた東洋人2名は実は北朝鮮の工作員であり、またこの事件にはレバノン国内に協力者がいることも明らかになった。事件の全容が次第にが明らかになるにつれ、レバノン国内では連日、「エル・ナハル」（"EL NAHAR"）紙などにより事件の報道がなされ、世論が後押しして政府を動かした。レバノン政府は北朝鮮に強硬に抗議して国交断絶を宣言。女性返還に応じなければ武力による攻撃も辞さないとさらに圧力をかけた。これに対し北朝鮮当局は残りの女性2人、ハイファ・スカフとシハーム・シュライテフを1979年11月に解放し、彼女たちは極秘手段で無事にベイルートに帰還することができた。ただし、シハーム・シュライテフはアメリカ人脱走兵のジェリー・パリッシュと結婚しており、妊娠していた。妊娠中絶は、イスラームの教義に反しているので、仕方なく再度北朝鮮に戻り、夫のパリッシュとともにチャールズ・ジェンキンス・曽我ひとみ夫婦らと同じアパートで暮らした。
なお、北朝鮮とレバノンの両国は1981年までに国交を回復している。

## レバノン人の男性共犯者
レバノン国内の協力者は男性で、若いレバノン人女性を標的とし、東京、香港のいずれかの都市のホテルでの仕事であるとの口実を設け、4人の女性を誘い出した。その仕事の賃金は、月給1,500ドルに加え、契約成立後には支度金として3,000ドルを支払うというものであった。4人の女性がパスポートと荷物を準備し、レバノン人男性が東京までのチケットを用意した。彼女たちは東欧の首都にある空港に降り立ち、その後、いくつかの空港を経由して北朝鮮の平壌国際空港に到着した。

## 工作員教育
レバノンのアラビア語新聞「エル・ナハル」（1979年11月9日付）が報じたところによれば、平壌に着いた彼女たちはパスポートを没収され、ある施設に移送された。この施設では、柔道やテコンドー、空手のほか、盗聴といった工作員活動のための訓練が実施され、主体思想（金日成主義）への洗脳教育も行われた。そこには28人の若い女性が収容されており、フランス人3名、イタリア人3名、オランダ人2名が含まれていた。その他にも西ヨーロッパや中東地域から連れて来られた女性が含まれており、彼女たちは反抗することが不可能な状態にあった。なお、ジェンキンスはシハームは工作員教育は受けていないだろうと推測している。
この件は依然未解決であるため、「救う会」（北朝鮮に拉致された日本人を救出するための全国協議会）ではレバノン政府代表部に対し、当時調査した公安当局など資料を公開してほしいと要請した。レバノン代表部からは、日本からレバノンに対し政府間で同じ要請があれば、レバノンとしては動きやすい旨の応答があった。それで外務省に依頼はしたが、最終的には、レバノン政府から日本政府に対し、内戦のため当時の資料は失われてしまったとの回答があった。また、レバノンやアメリカ合衆国などに住む3人の拉致被害者女性は、北朝鮮のテロリズムを恐れているためなのか、長期にわたってマスコミの取材を拒否してきた。

## その後
日本では1987年の大韓航空機爆破事件に際し、1988年に主犯の金賢姫の教育係として拉致された日本人女性に関する国会答弁の中で、被害者奪還に成功した事例としてこの事件が取り上げられ、1997年に日本人拉致事件が浮上して再びこの事件が国会答弁だけでなく、関連書籍などにも「成功事例」として度々取り上げられている。逆に日本政府がレバノン政府のような強硬策で拉致被害者を奪還できないのかという声も沸き上がった。なお、この事件当時日本では横田めぐみやアベック失踪事件などの事件が相次いでいたこともあり、97年以降多くの日本メディアが北朝鮮で拉致された日本人情報を求めて、たびたびレバノンを訪れた。しかし、上述のように、彼女たちの心の傷は深く、事件以降はお互いの連絡すら絶っており、取材も断り続け、長いあいだ沈黙を守ってきた。
曽我ひとみの夫チャールズ・ジェンキンスによれば、シハームの夫だったジェリー・パリッシュは1998年にすでに他界している。彼の証言によれば、シハームとハイファの2人をパリッシュとジェームズ・ドレスノクが気に入っていて、まずドレスノクが彼女たちに会うため平壌に行っただろうということである。そして、脱走アメリカ兵は誰も見ていないが、このほかに2人ヨルダン女性がおり、シハームの話では、そのうちの1人がたいへんな美人でジェンキンスにあてがわれるはずであったが、その女性の姉がレバノンの駐クウェート大使の嫁であり、その大使が近い将来、平壌勤務となる可能性があったという。憶測ではあるが、それで北朝鮮側が心配になり、1年程度でレバノンに帰国させたのではないかということである。
シハームの母親は2005年12月、日本を訪れ、東京および大阪で開かれた「家族会」「救う会」、「拉致議連」主催の国民大集会に参加して娘の解放を訴え、第3次小泉改造内閣の麻生太郎外務大臣、安倍晋三内閣官房長官とも面談した。